# Walter Nickel (Maler)
Walter Nickel (* 15. Mai 1930 in Roßdorf; † 2015 ebenda) war ein deutscher Maler und Grafiker. Er war Vater des Glaskünstlers Wolfgang Nickel.

## Leben
Walter Nickel war ein Künstler aus Roßdorf in der Rhön. Er war Mitglied im Verband Bildender Künstler der DDR (VBK-DDR). In den Jahren 1971, 1975, 1979 und 1984 beteiligte er sich an der Bezirkskunstausstellung Suhl. Sein Werk wurde 1981 und 1988 mit der Johannes-R.-Becher-Medaille ausgezeichnet.

## Werke
Walter Nickel malte vorwiegend Aquarelle und Ölbilder, gegenständlicher und abstrakter Natur. Sein zentrales Thema waren die Rhönlandschaften.
- 1966: Maxhütte Unterwellenborn, Kunstarchiv Beeskow, Öl auf Hartfaser
- 1994: Warmer Herbsttag, Aquarell auf Papier, 35 × 56 cm
- 1994: Herbstliches Leuchten, Aquarell auf Papier, 35 × 56 cm
- 2005: Große Wolke, Aquarell auf Papier, 45 × 65 cm

## Ausstellungen
- 1997: Gemeinschaftsausstellung mit Wolfgang Nickel und Stefanie Nickel „Innenansichten einer Landschaft“[3]
- 2000: Bilder-Skulpturen-Objekte, Kunstausstellung Markthalle Mellrichstadt[4]
- 2013: Vier Jahrzehnte Kleine Galerie Roßdorf, Roßdorf[5]
- 2017: Gemeinschaftliche Ausstellung zur DDR-Kunst, Kunstausstellung Kunstarchiv Beeskow[6]